# Bistum Ischia
Das Bistum Ischia (lat.: Dioecesis Isclana, ital.: Diocesi di Ischia) ist eine in Italien gelegene römisch-katholische Diözese mit Sitz in Ischia.

## Geschichte
Das Bistum Ischia wurde im 12. Jahrhundert errichtet. Es ist dem Erzbistum Neapel als Suffraganbistum unterstellt.
Am 22. Mai 2021 verfügte Papst Franziskus die Vereinigung des Bistums Ischia in persona episcopi mit dem Bistum Pozzuoli. Bischof der so vereinigten Bistümer wurde der bisherige Bischof von Pozzuoli, Gennaro Pascarella, dem zwei Jahre später Carlo Villano folgte.

## Einzelnachweise

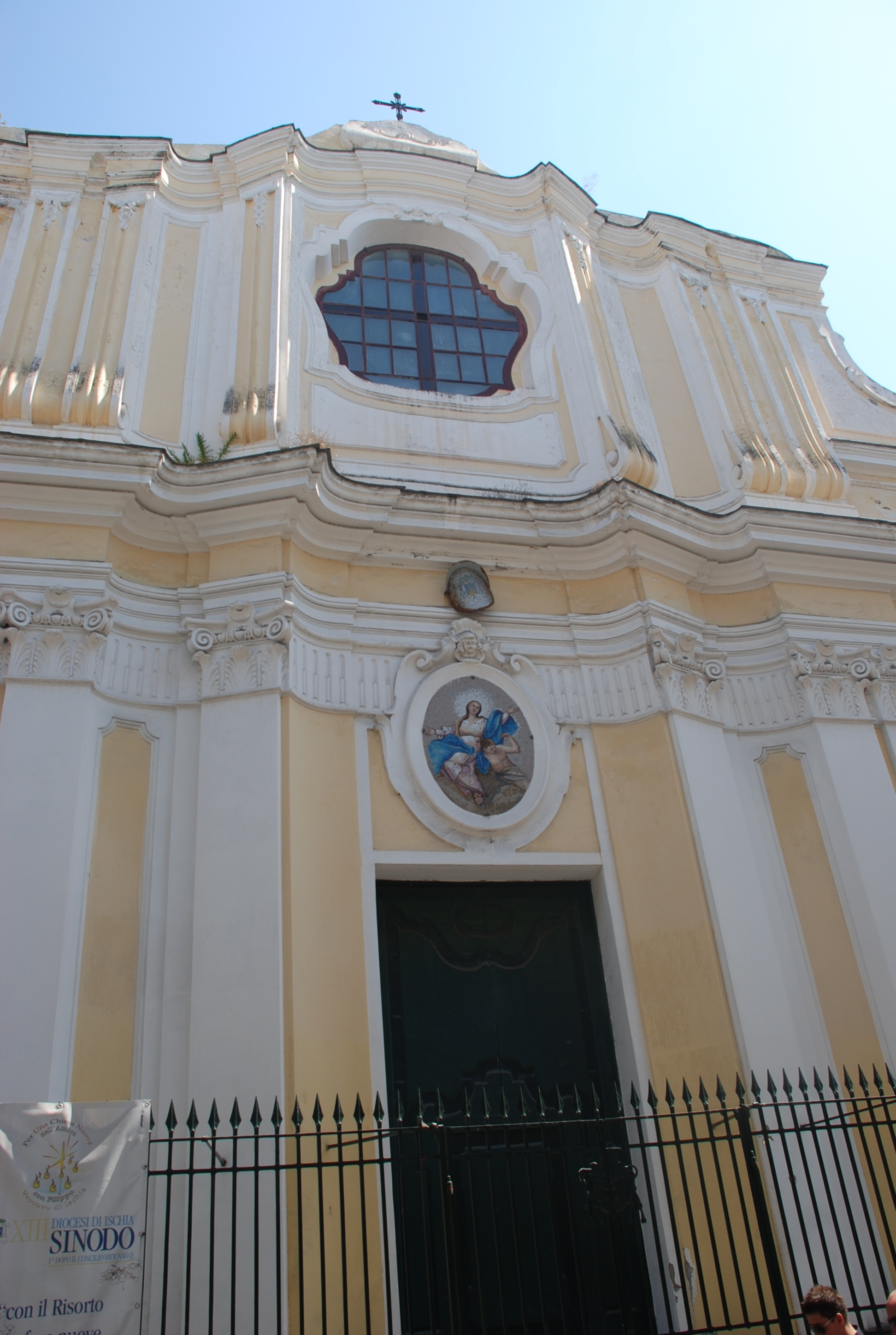
Kathedrale Santa Maria Assunta in Ischia